# Retrat d'un músic (Leonardo da Vinci)
Aquest Retrat d'un músic és l'únic retrat masculí atribuït al pintor renaixentista italià Leonardo da Vinci. Es tracta d'una pintura a l'oli sobre taula que mesura 43 centímetres d'alt i 31 d'amplada, realitzada cap a l'any 1485. Es troba a la Pinacoteca Ambrosiana, a Milà, on és almenys des del 1672.
La datació al voltant del 1485 obeeix a afinitats estilístiques amb la Dama amb un ermini i La Belle Ferronière. Leonardo, probablement, va deixar el retrat sense acabar, encara que molt a prop del seu acabament, i va patir retocs de mà aliena. A la segona meitat del segle xix, es va pensar que podria ser un retrat de Ludovico Sforza. En la restauració del 1904-1905, es va eliminar una capa de vernís que va fer aparèixer una mà i un full de paper on es pot llegir "Cant... Ang... ", seguit d'una partitura musical. Es va creure aleshores que era un músic, i s'identificà durant força temps que l'home del quadre podria ser Franchino Gaffurius, mestre de capella a la Catedral de Milà des del 1484. Aquesta hipòtesi es basa que Gaffurio freqüentava la cort del ducat de Milà i, per tant, amb molta probabilitat, va conèixer Leonardo. Altres autors sostenen que l'home és anònim, i algun n'esmenta la possibilitat que sigui Josquin Des Pres, que també va treballar com a mestre de capella a la catedral.
L'home està col·locat en una posició de tres quarts i sosté la partitura. El mirar del músic pot semblar irreal, perdut en l'espai, mirant més enllà del camp de visió de l'espectador, però pot ser que estigui llegint la música en silenci i imaginant-se el so, o concentrat a l'espera del moment de començar a cantar. En comparació amb la detallada cara del músic, el barret vermell, la túnica i els cabells, semblen ser obra per complet d'un altre pintor. Els historiadors d'art han reconegut l'art de Leonardo en el rostre del jove, encara que la mà i la partitura poden ser afegits a la pintura original. La principal diferència entre aquesta obra i el retrat de Ginevra De Benci, és que aquest, les mans i la part inferior del pit estan dibuixades.
L'estil recorda més models nòrdics que toscans, de manera indirecta mitjançant l'obra d'Antonello da Messina, que va estar a Milà el 1475.